# Сен-Жан (озеро)
Сен-Жан (фр. Saint-Jean) — крупное озеро, расположенное в центральной части канадской провинции Квебек, 206 км севернее реки Святого Лаврентия. Площадь водной поверхности 1002 км², общая площадь — 1003 км², пятое по величине озеро в провинции Квебек. Находится в неглубокой котловине ледникового происхождения. Высота над уровнем моря 99,6 метра, колебания уровня озера до 5,5 метров. Ледостав с декабря по май. Богато рыбой, годовой улов 22 500 тонн.
Озеро питается от десятков ручьёв и малых рек, в числе которых Шамашуан, Самакуа, Мистассини, Ачуапмючуан, Перибонка, Метабетчуан. Сток осуществляется по реке Сагеней в эстуарий реки Святого Лаврентия.
Населённые пункты в районе озера: Альма, Роберваль, Перибонка, Дольбо-Мистассини, Нормандин, Шамбор, Сен-Фелисьен.
На северном берегу озера расположен Национальный парк Пуант-Тайон.

## История
Индейцы какоучаки, жившие на берегах озера, называли его Пиекоиагами — «плоское озеро». Миссионеры-иезуиты переименовали его в озеро Сен-Жан («озеро святого Иоанна») в 1647 году.
Какоучаки начали торговать с европейцами с середины XVI века, с 1674 года эта область стала частью королевского владения, первая фактория была построена у Метабетчуана в 1676 году. Мехоторговля доминировала в региона до XIX столетия. С 1849 вплоть до начала XX века велось активное заселение района переселенцами из старых районов Квебека, США и Европы. В 1888 году была построена железная дорога до Роберваля. Экономика района до Второй мировой войны основывалась на сельском хозяйстве и лесозаготовках. Индустриальное развитие региона началось в XIX веке со строительства лесопилок, в начале XX века начали строиться целлюлозно-бумажные предприятия, в 1943 году — заводы по выплавке алюминия. Важным фактором, способствовавшим развитию промышленности, было строительство гидроэлектростанций на реке Альма (1923 год) и реке Перибонка (1951—1960 годы). В последние годы на берегах озера бурно развивается индустрия летнего отдыха. Спортивное рыболовство (в основном на лосося и щуку) уже более столетия привлекает на озеро энтузиастов этого вида спорта.

## Озеро Сен-Жан в литературе
На берегах озера Сен-Жан, в деревне Перибонка происходит действие романа «Мария Шапделен» французского писателя Луи Эмона (1880—1913). Роман стал знаковым произведением, отражающим дух французской Канады. Издан частями в Париже в 1914 году и полностью в Монреале в 1916 году. Хотя Луи Эмон прожил в Квебеке всего два года, многие франкоканадцы считают его своим земляком. В 1938 году в деревне Перебонка открыт музей Луи Эмона. Роман многократно переиздавался в Канаде и во Франции, переведён на 20 языков (в том числе и на русский) и издан в 23 странах мира.

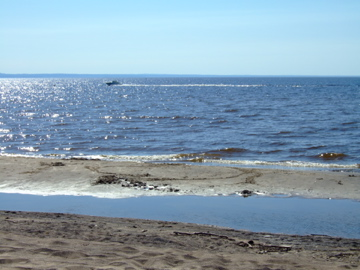
Вид на озеро Сен-Жан